# Iskut
Iskut ist eine Ansiedlung der Tahltan in British Columbia, Kanada. Sie liegt am Highway 37 am nördlichen Ende des Eddontenajon Lake.

## Bevölkerung
Die meisten der rund 300 Einwohner gehören der Iskut First Nation an. Diese sind Teil der Tahltan Nation, die im Gebiet des Stikine River rund um Dease Lake und Telegraph Creek als Tahtlan First Nation den zweiten Zweig dieses Stammes bilden. Die nahe Iskut gelegene Siedlung Eddontenajon wurde aufgegeben.

## Wirtschaft und Verkehr
Neben dem Tourismus sind Bergbau, Holzwirtschaft und Jagd von Bedeutung, die Herstellung von Produkten aus Wildleder ist überregionale bekannt.
Der Highway 37 bietet einen Zugang zum Yellowhead Highway (406 Kilometer südlich) und zum Highway 97 – dem Alaska Highway (315 km nördlich). Das Kluachon Centre bietet eine Tankstelle, ein Motel, einen Supermarkt und ein öffentliches Telefon.
Etwa einen Kilometer nördlich befindet sich der Eddontenajon Airstrip auf 945 Meter Höhe. Linienflugverkehr wird derzeit nicht betrieben.
Koordinaten: 57° 50′ N, 129° 59′ W